# Mugron
Mugron – miejscowość i gmina we Francji, w regionie Nowa Akwitania, w departamencie Landy.
Według danych na rok 1990 gminę zamieszkiwało 1327 osób, a gęstość zaludnienia wynosiła 80 osób/km² (wśród 2290 gmin Akwitanii Mugron plasuje się na 324. miejscu pod względem liczby ludności, natomiast pod względem powierzchni na miejscu 676.).